# Impero (programma televisivo)
Impero è un programma televisivo documentaristico ideato e scritto da Cristoforo Gorno e condotto da Valerio Massimo Manfredi in onda dal 2008 su LA7.
Il programma tratta principalmente storia e archeologia, illustrate sul posto dal conduttore, nonché giornalista e archeologo, o da filmati presi da film, ricostruzioni con il commento di una voce fuori campo.
Impero racconta i grandi temi dell'antichità da punti di vista inediti e attraverso nuove storie. Le puntate sono articolate come monografie sui più importanti imperi del mondo antico, dal Mediterraneo all'Africa fino all'Asia.

## Elenco puntate

### 2008
- 1x01. La Battaglia delle Termopili - 11 novembre
- 1x02. Le Sette meraviglie del mondo antico - 18 novembre
- 1x03. Egizi e Ittiti - 25 novembre
- 1x04. L'Impero dei Moghul - 2 dicembre
- 1x05. La morte di Giulio Cesare - 9 dicembre
- 1x06. Costantinopoli, la nuova Roma - 16 dicembre

### 2009
- 2x01. Chi ha tradito la Rivoluzione Russa - 27 ottobre
- 2x02. Il Vangelo e la spada - 3 novembre
- 2x03. L'Impero romano e l'Oriente - 10 novembre
- 2x04. Giordano Bruno e Galileo Galilei - 17 novembre
- 2x05. L'espansione degli Arabi - 24 novembre
- 2x06. Angkor Wat - 1º dicembre
- Egizi e Ittiti - 17 dicembre (replica)
- Costantinopoli, la nuova Roma - 24 dicembre (replica)

### 2010
- L'Impero dei Moghul - 7 gennaio (replica)
- 3x01. Indagine su Pio XII - 4 novembre
- 3x02. Indagine su Nerone - 11 novembre
- 3x03. Bomba atomica: processo alla scienza - 18 novembre
- 3x04. Processo alla Sindone - 23 dicembre
- 3x05. Ulisse processo all'eroe - 30 dicembre

### 2011
- 3x06. I Medici e i Borgia, processo al Rinascimento - 5 gennaio

### 2012
- Apocalypto - 4 gennaio